# Tienanmen téri vérengzés
A Tienanmen téri vérengzés során 1989. június 3-án és 4-én a kínai hadsereg katonái megtámadták a pekingi Tienanmen téren április 14-én kezdődött diáktüntetés résztvevőit. A halottak számára vonatkozó különböző becslések kétszáztól tízezerig terjednek.

## Előzmények
Az 1973-as és 1979-es olajválság idején, 1978-ban elkezdett gazdasági reformok az 1980-as évek közepére Kínában is sokakat indítottak liberális politikai követeléseik megfogalmazására. 1986 decemberében 15 kínai nagyvárosban tüntettek a demokrácia mellett. A hatalom erre tömeges letartóztatásokkal válaszolt. Ez átmenetileg visszavetette a demokratikus törekvéseket.
1989 tavaszán újra felerősödtek a demokráciát és rendszerváltást követelő diáktüntetések, megmozdulások.
Gorbacsov 1989. májusi pekingi látogatása során a tüntetések miatt sokat kellett változtatni a programokon, ami a pekingi vezetés számára súlyos arcvesztéssel ért fel. A tüntetők Gorbacsovot éltették, és rendszerváltást követeltek. Naponta százezres nagyságrendben lepték el főleg fiatalok és diákok Peking főterét és a környező utcákat.  Május 19-én Li Peng miniszterelnök és Jang Sang-kun államelnök rendkívüli állapotot hirdetett ki.
A vezetés keményvonalasai elhatározták a szigorú példastatuálást. Június 3-4-én a hadsereg páncélos, ejtőernyős és egyéb egységeit vetették be a Tienanmen téri demonstrálók ellen. A beavatkozás különböző becslések szerint mintegy 200 - 10 000 ember életét követelte. Hasonló keménységgel léptek fel a többi nagyvárosban tüntetők ellen is. Ezzel sikerült elejét venni annak, hogy a Szovjetunióhoz és Kelet-Európához hasonlóan Kínában is többpárti demokrácia váltsa fel az egypárti diktatúrát. A tüntetés emlékezete is tiltott téma azóta Kínában.
A bomlási folyamat kudarca Kínában nem jelentette, hogy a keleti blokk többi országában ne történjen rendszerváltás. Az európai országokban fegyveres harcok nélkül megtörtént a kommunista rendszer felszámolása, egyedül Romániában kellett forradalom árán mindezt megtenni. A kínai kommunista vezetőket előszeretettel utánzó Nicolae Ceaușescu is a Tienanmen téren történt brutális fellépés hatása alatt maga is úgy vélte, képes fenntartani a román kommunista diktatúrát, és fegyveres erőszakkal eltiporni a megmozdulásokat, reménye azonban hamisnak bizonyult.